# Rue de La Gauchetière
Rue de La Gauchetière – ulica w Montrealu na osi wschód-zachód, łącząca ulicę Rue de la Montagne w Centrum z Rue Wolfe (ulica położona na wschód od Rue Amherst).

## Opis
Jest wyłączona z ruchu kołowego od Boulevard Saint-Laurent na wschodzie, aż do Rue Jeanne-Mance na zachodzie. Jest to jedna z pierwszych ulic wytyczonych poza fortyfikacjami, przecina również Quartier international i Quartier chinois. Przy jej zachodnim krańcu położone jest Centre Bell. 
Jest jedną z najwęższych ulic w śródmieściu, ale jest również ulicą pełną kontrastów, przy której znajduje się zarówno piętrowe domy, jak i najwyższe wieżowce w mieście, np. 1000 De La Gauchetière.

## Nazwa
Nazwa ulicy została nadana na cześć Daniela Migeona de La Gauchetière (1671-1746), władcy ziemskiego, przez którego dawne włości przechodzi dzisiejsza ulica. Te tereny zostały 12. grudnia 1665 roku scedowane na Jean-Baptiste'a Migeona de Branssat, jego ojca.
Nazwisko Gauchetière pochodzi prawdopodobnie od Catherine Gauchet de Belleville.